# 保田一成
保田 一成（やすだ かずなり）は、NHKのアナウンサー。

## 人物
広島県広島市出身。立教大学経済学部卒業後、2019年入局。佐賀放送局でデビュー。

## 嗜好・挿話
- 少林寺拳法で全国大会に出場したことがある[4][1][5]。
- ニュースの際地元のアクセントで発音してしまわないかが悩み[6]。

## 現在の担当番組
- 各種スポーツ中継（Jリーグなど）
- 鳥取県のニュース・中継・リポート
- とっとりNEWS845（不定期）
- さんいんNEWS645（不定期）

## 過去の担当番組
佐賀放送局時代（2019年度 - 2023年7月）
- どーも、NHK（2019年6月9日）- 新人お披露目
- 佐賀県のニュース・中継・リポート
- ニュースただいま佐賀（不定期：リポーター及びキャスター代行など）
- ニュースおかえり佐賀845
- サタデーウオッチ9（2022年4月16日） - 推しプレ
- ニュース845福岡（2022年8月10日、2023年1月11日、5月24日・応援派遣要員） - 福岡局より
- ラジオニュース（九州沖縄、R1・FM）の泊まり勤務担当（2022年8月11日 - 12日、2023年1月12日 - 13日、5月25日 - 26日・応援派遣要員）[注釈 1]
- 九州・沖縄のニュース（2022年8月11日、2023年1月11日・応援派遣要員） - 福岡局より
- 今夜も生でさだまさし「まさか佐賀からさがまさし」（2023年2月25日） - PRコーナー
- 各種スポーツ中継（Jリーグなど）

鳥取放送局時代（2023年8月 - ）
- おはようひろしま（NHKニュースおはようちゅうごく）キャスター（2023年9月4日 - 9月8日）
- お好み845（2024年4月22日・6月10日。広島放送局への応援）
  - 広島県・中国地方のニュース・気象情報（広島放送局への応援）
- いろ★ドリ・土田翼の異動に伴う臨時キャスター（2025年3月24日-3月26日）
- 令和6年能登半島地震の災害報道対応による金沢放送局への応援派遣
  - 正午のニュース、能登半島地震石川県のニュース・ライフライン情報（2024年1月22日） - かほく市から中継リポート
  - 正午のニュース、能登半島地震石川県のニュース・ライフライン情報（2024年1月23日） - 金沢市から中継リポート
  - かがのとイブニング（2024年1月25日） - 金沢市から中継リポート